# Spitz indiano
Lo Spitz indiano è una razza di cane di tipo spitz appartenente al gruppo di utilità. Lo Spitz indiano è un cane domestico e un amichevole animale domestico. Esistono diversi standard in tutto il mondo per quanto riguarda la taglia ideale della razza, ma sono sempre più grandi dei loro cugini più piccoli come il Pomerania.
L'Indian Spitz era uno dei cani più popolari in India negli anni '80 e '90, quando le regole di importazione dell'India rendevano molto difficile importare cani di altre razze.
Lo Spitz indiano è spesso chiamato "Indian Pomeranian", sebbene le due razze siano molto diverse. La confusione nasce dal fatto che entrambe le razze appartengono alla famiglia Spitz, insieme a Pomerania, Elk-Hound, Spitz tedesco, Cani Samoiedo, Spitz finlandese e Spitz giapponese, tra gli altri.